# Hikari no Densetsu
Hikari no Densetsu (яп. 光の伝説 Хикари но Дэнсэцу, букв.«Легенда о Хикари») — японская манга, автором которой является Идзуми Асо, о японской девушке по имени Хикари Камидзё, которая мечтает стать международным чемпионом по художественной гимнастике. По мотивам манги студией Tatsunoko Productions был выпущен аниме-сериал, который транслировался по телеканалу MBS с 3 мая по 20 сентября 1986 года. Всего выпущено 19 серий аниме. Так как сериал не пользовался популярностью в Японии, его сняли с эфирa преждевременно. По той причине, что в олимпийские игры в Сеуле в 1988 году была включена художественная гимнастика, сериал решили заново транслировать по телевидению.

## Сюжет
Пятнадцатилетняя Хикари Камидзё решает всерьёз заняться художественной гимнастикой, вдохновившись своим кумиром — спортсменкой и народной чемпионкой Диляной Георгиевой. Диляна соглашается обучать Хикари при условии, что та станет профессиональной гимнасткой. Спустя несколько лет девушка продолжает усердно постигать навыки спорта и даже вступает в школьный клуб по художественной гимнастике. Вскоре ей начинает помогать одноклассник, достаточно опытный спортсмен Такааки Оиси, который считается лучшим гимнастом в школе. Так Хикари и Оиси принимают впервые участие в одном из местных турниров и при блестящем исполнении быстро становятся известными спортсменами на национальном уровне. Параллельно у Хикари появляются новые соперники, такие, как Хадзуки, спокойная и элегантная девушка. По мере развития сюжета главные герои продолжают достигать свою заветную цель — стать чемпионами. Позже Хикари начинает помогать солист рок-группы Мао, её друг детства, создавая музыку для её выступлений. Мао влюбляется в Хикари, однако та любит Оиси. Параллельно Хадзуки влюбляется в Мао и стремится перетянуть его на свою сторону. Оиси же не может сделать выбор между Хикари и Хадзуки. Главным героям предстоит долго решать вопрос «любовного треугольника».

## Список персонажей
Хикари Камидзё
Сэйю: Цукаса Камидзё
Главная героиня истории, молодая и энергичная девушка, живет вместе с родителями и старшей сестрой, Мияко в Токио. Хикари верная поклонница знаменитой гимнастки Диляны Георгиевой и мечтает стать, как она. Сначала её движения были довольно небрежными, но после того, как она заручилась поддержкой со стороны Оиси и Мао, сумела проявить свой истинный талант к спорту. По мере развития сюжета Хикари продолжает оттачивать своё мастерство и приближается к заветной цели, однако она понимает, что есть вещи, важнее олимпийской медали, сначала девушка питает чувства к Оиси, однако их отношения складываются шатко. В конце концов она выбирает Мао.
Такахаки Оиси
Сэйю: Нобуо Тобита
Главный герой истории, лучший гимнаст в школе, а также самый популярный парень. Очень поддерживает Хикари в её тренировках и совершенствовать её навыки спорта. Как и Хикари, начинает мечтать о победе на олимпиаде. По мере развития сюжета, Оиси развивает чувства к Хикари и Сиине, но не может решится, кому дать предпочтение. Одновременно соперничает с Мао за внимание Хикари.
Хадзуки Сиина
Сэйю: Митиэ Томидзава
Главный конкурент Хикари и лучшая гимнастка в школе. Изначально рассматривалась, как наиболее подходящая кандидатура на участие в олимпийских играх 1988 года. Всегда уверенна в своих способностях и постепенно дружится с Хикари. Наблюдая за развитием главной героини, Хадзуки постепенно начинает видеть в ней потенциального соперника и продолжает оттачивать свои навыки. А позже и развивает любовные чувства к Оиси, становясь для Хикари и любовной соперницей и в конце концов переманивает Оиси на свою сторону, как любовника. В манге, в конце ей был поставлен диагноз лейкемии и девушка срочно нуждалась в лечении. В будущем она откроет новую художественную школу гимнастики, чтобы тренировать будущих чемпионов.
Мао Нацукава
Сэйю: Ёсимаса Иноэ
Друг детства Хикари и лидер музыкальной группы. Мечтает стать звездой Рок-н-ролла, и решает по своему помогать Хикари, создавая новые композиции для её исполнений. Питает горячие любовные чувства к девушке, которые пытается преподнести в своих песнях. В конце концов он завоёвывает сердце Хикари.
Мэгуми Мита
Молодая девушка, которая занимается художественной гимнастикой и мечтает получить олимпийскую медаль. Сначала она недооценивает Хикари и очень любит смотреть на её поражения, получая от этого сильное удовлетворение. Однако постепенно видит в ней потенциальную соперницу и начинает восхищаться её достижениями.
Мияко Камидзё
Старшая сестра Хикари, всегда готова поддержать сестру и дать слово мудрости. Часто даёт новые идеи Хикари. Позже выясняется, что у неё есть парень Арно.
Юкко и Сатоми
Всегда находятся вместе, хорошо относятся к Хикари и всегда поддерживают её во время чемпионата.
Мария Ленова
14-ти летняя гимнастка из Болгарии, которая по наибольшей вероятности возьмёт себе титул королевы гимнастики — Диляны Георигиевой. Переезжает в Японию для участия в чемпионате кубка королевы, быстро развивает дружеские отношения с Хикари и тайно восхищается ей.
Кэйсукэ Тогаси
Бывший спортсмен художественной гимнастики, в прошлом был кандидатом на участие в олимпийских играх. Позже был назначен, как тренер. Сначала не проявляет какого либо интереса быть тренером Хикари и даже намеренно избегал её. Однако позже принимает девушку.

## Хентай
В 80-е и 90-е годы гуляли слухи о том, что были выпущены хентайные версии манги Hikari no Densetsu, которые оказались ложными. Однако в реальности существуют OVA-серии, выпущенные студией Cream Lemon, сюжет которых, хотя и носит порнографический характер, но не затрагивает тему манги, а являются лишь аллюзией на неё, здесь все персонажи другие, хотя внешне очень похожи на оригинальных героев из манги. Сами серии отличаются низким качеством и грубой графикой.

## Критика
Сериал приобрёл большую популярность в западной Европе, однако подвергся там критике из-за того, что выступления с художественной гимнастикой в аниме слишком коротки, реальные же танцы могут длится до 5 минут.